# Storie di ordinaria follia (raccolta di racconti)
Storie di ordinaria follia. Erezioni Eiaculazioni Esibizioni (titolo originale in lingua inglese: Erections, Ejaculations, Exhibitions and General Tales of Ordinary Madness) è una raccolta di racconti, alcuni dei quali in chiave autobiografica, di Charles Bukowski, pubblicata per la prima volta interamente nel 1972. I vari racconti erano stati pubblicati su diverse pubblicazioni, tra le quali una rivista underground di Los Angeles, Open City.

## I racconti
La raccolta si compone di 42 racconti, che descrivono vari aspetti della vita dell'autore, alle prese con le scommesse sulle corse dei cavalli, con il sesso, con le donne, con l'alcol e con altri aspetti della sua disordinata vita di cinquantenne senza un lavoro fisso.
I protagonisti sono vari, dalle prostitute a perdigiorno vagabondi, da clochard a uomini che sono disposti a guadagnare il pane in qualsiasi modo per poi esaurire la loro paga la sera, in un qualsiasi pub.
I personaggi bukowskiani rappresentano "il lato oscuro" dell'America degli anni 30, che esortava ogni individuo a tentare di raggiungere il massimo successo dopo la terribile crisi del 1929.
Particolare è il rapporto dei protagonisti dei racconti (quasi tutti alter ego dello stesso Charles) con le donne.

## Edizioni italiane
In Italia, la raccolta è stata pubblicata da Feltrinelli, in due volumi: il primo, Storie di ordinaria follia: Erezioni Eiaculazioni Esibizioni (1975), contiene 42 racconti; il secondo, Compagno di sbronze (1979), presentato impropriamente sul frontespizio come "romanzo", contiene 20 racconti.